# Исаево (Кировская область)
 Исаево  — деревня в Малмыжском районе Кировской области. Входит в состав Аджимского сельского поселения.

## Население
| 2010 |
| ---- |
| 131  |

## География
Расстояние до районного центра — 42 км. Высота над уровнем моря — 106 м. Деревня расположена на реке Аджимка.